# توالت و حمام (معماری ایرانی)
توالت و حمام در معماری سنتی ایرانی، معمولاً در سطح پایین‌تری قرار می‌گرفتند. این عمل به دلیل سهولت در استفاده از آب و زهکشی آن و همچنین گرمای آن انجام می‌شد. حمام به دو بخش تقسیم می‌شد، یکی برای تعویض لباس که به سر بینه موسوم بود و دیگری برای شست وشو که گرم‌خانه نام داشت. 